# قائمة الأحزاب السياسية في البحرين
تخلو البحرين من الأحزاب السياسية بالاسم المتعارف عليه، ولكنها تحوي (جمعيات سياسية) مسجلة في وزارة العدل فيها.
وتقوم الجمعيات السياسية بعمل الأحزاب وتمر بمرحلة تأسيس كون الحياة السياسية لم تبدأ في البحرين إلا في سنة 2002..
وتعتبر جمعية الوفاق الوطني الإسلامية أكبر وأقوى جمعية سياسية في البحرين. قاطعت الجمعية انتخابات 2002 ولكنها شاركت في انتخابات 2006 ولها سبعة عشر نائبا من أصل أربعين نائبا يتألف منهم البرلمان في البحرين وأكثر من 20 نائبا بلديا، ولولا التوزيع غير المتكافئ للدوائر الانتخابية لكان عدد نواب الوفاق أكثر من النصف حيث أظهرت الإحصائيات الرسمية أن نواب الوفاق حصلوا على 62% من أصوات الناخبين.
واحلت جمعية الوفاق الوطني الإسلامية بالقوة عام 2016، بعد الاحتجاجات البحرينية 2011

## الأحزاب الحالية
| الإسم                        | التأسيس | اختصار  | زعيم              | المواقف السياسية والأيديولوجيات         |
| ---------------------------- | ------- | ------- | ----------------- | --------------------------------------- |
| جمعية الأصالة الإسلامية      | 2002    | الأصالة | غانم البوعينين    | - يمينية - إسلامية - سلفية              |
| جمعية المنبر الوطني الإسلامي | 2002    | -       | علي أحمد عبد الله | إسلامية                                 |
| حركة العدالة الوطنية         | 2006    | -       | عبد الله هاشم     | - يسارية معتدلة - علمانية - قومية عربية |
| جمعية ميثاق العمل الوطني     | 2002    | -       | -                 | ليبرالية                                |
| كتلة الاقتصاديون             | 2002    | -       | -                 | ليبرالية                                |

| الإسم                                  | التأسيس | اختصار   | زعيم                    | المواقف السياسية والأيديولوجيات                         |
| -------------------------------------- | ------- | -------- | ----------------------- | ------------------------------------------------------- |
| جمعية الوفاق الوطني الإسلامية          | 2001    | الوفاق   | الشيخ علي سلمان         | إسلامية                                                 |
| إئتلاف شباب ثورة 14 فبراير             | 2011    | الإئتلاف | نشطاء مجهولون           | - ديمقراطية - عدالة اجتماعية - انتخابات حرة ونزيهة      |
| حركة حق حركة الحريات والديمقراطية      | 2005    | حركة حق  | حسن مشيمع               | دستورية                                                 |
| تيار الوفاء الإسلامي                   | 2009    | الوفاء   | عبد الوهاب حسين         | إسلامية                                                 |
| جمعية العمل الوطني الديمقراطي          | 2002    | وعد      | فؤاد سيادي              | - يسارية - قومية عربية - اشتراكية                       |
| جمعية العمل الإسلامي                   | 2001    | أمل      | محمد علي المحفوظ        | - إسلام شيعي - شيرازية                                  |
| حركة أحرار البحرين الإسلامية           | 1982    | -        | سعيد الشهابي            | - إسلامية - دستورية                                     |
| جمعية التجمع القومي الديمقراطي         | 1991    | -        | حسن علي                 | بعثية                                                   |
| جمعية المنبر الديمقراطي التقدمي        | 2001    | -        | حسن مدن                 | - يسارية متطرفة - اشتراكية سوقية - قومية عربية          |
| جمعية التجمع الوطني الديمقراطي الوحدوي | 2001    | الوحدوي  | حسن المرزوق             | -                                                       |
| جمعية الإخاء الوطني                    | 2001    | الإخاء   | موسى غلوم الأنصاري      | -                                                       |
| جمعية الشبيبة البحرينية                | -       | -        | -                       | -                                                       |
| جبهة التحرير الوطني                    | 1955    | -        | -                       | - يسارية متطرفة - شيوعية - ماركسية لينينية - جمهوريانية |
| سرايا الأشتر                           | 2012    | -        | -                       | - إسلام شيعي - شيرازية - موالية لإيران                  |
| سرايا المختار                          | 2011    | -        | -                       | إسلام شيعي                                              |
| الجبهة الشعبية لتحرير البحرين          | 1974    | -        | عبد الرحمن محمد النعيمي | - قومية عربية - ماركسية لينينية                         |
| حزب الدعوة الاسلامية - البحرين         | 1968    | الدعوة   | سليمان المدني           | إسلامية                                                 |
| الجبهة الإسلامية لتحرير البحرين        | 1981    | -        | -                       | - إسلام شيعي - شيرازية                                  |

### الاحزاب المحظورة
المعارضة المسجلة:
- جمعية الوفاق الوطني الإسلامية
- جمعية العمل الوطني الديمقراطي
- جمعية العمل الإسلامي

المعارضة غير المرخصة:
- جبهة التحرير الوطني
- حركة أحرار البحرين
- حركة حق
- تيار الوفاء الإسلامي
- إئتلاف شباب ثورة 14 فبراير
- سرايا الأشتر
- سرايا المختار